# Grupa Aeronautyczna

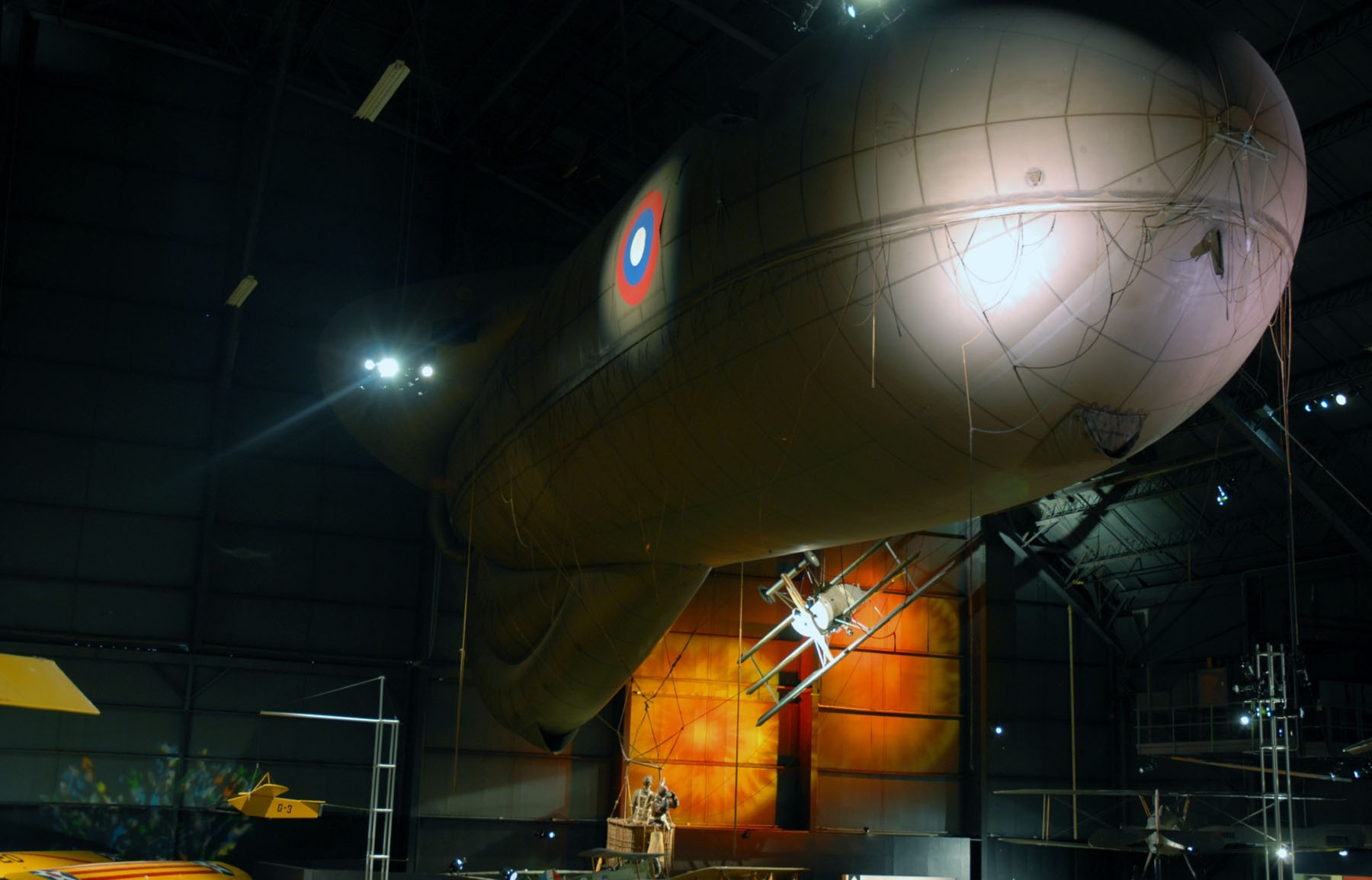
Balon obserwacyjny Caquot R

Grupa Aeronautyczna – jednostka organizacyjna lotnictwa Wojska Polskiego II RP w latach 1930-1936.

## Formowanie i zmiany organizacyjne
W związku z reorganizacją lotnictwa wojskowego utworzono w 1929 roku: 
- 1 Grupę Aeronautyczną w Warszawie,
- 2 Grupę Aeronautyczną w Poznaniu,
- 3 Grupę Aeronautyczną w Krakowie.

W 1931 roku rozformowano 2 Grupę Aeronautyczną, a jej jednostki wcielono do pozostałych grup aeronautycznych. 
Grupy aeronautyczne przemianowane zostały w 1936 roku na grupy lotnicze.